# Arnulf Pilhatsch
 (août 2024).
Arnulf "Bobby" Pilhatsch, né le 9 janvier 1925 à Graz et décédé en 2000, médecin, était un athlète licencié au Post SV Graz, et un pilote de rallye autrichien durant plus de 10 ans (1957-68).

## Biographie
Crédité d'une taille de 1,93 m, il pesait durant sa carrière d'athlète 87 kg.

## Palmarès

### Athlétisme
Participation aux Jeux olympiques de Londres (1948, saut en hauteur) et aux championnats d'Europe de 1954 (décathlon) ;
Recordman d'Autriche de saut en hauteur (1,95 m) ;
Vice-champion du monde universitaire de saut en hauteur (190 cm, hauteur identique au vainqueur l'Allemand Günther Theilmann) et de triple saut (13,48 m) en 1951 (Luxembourg).
16 titres nationaux :
- Champion d'Autriche de saut en hauteur : 1941, 1942, 1943, 1946, 1947, 1948, 1949, 1951, 1952, 1953, et 1954 ;
- Champion d'Autriche de décathlon : 1950, 1951, 1952, et 1953 ;
- Champion d'Autriche de triple saut : 1949.

### Rallyes
- Rallye autrichien des Alpes: vainqueur de classe Touring en 1957 (sur BMW 502), de classe Sports en 1959 (sur BMW 600), de classe GT en 1960 (sur BMW 700) (copilote Hans Hartinger), et de classe Touring en 1965 (sur BMW 700) (copilote Peter Lederer);
- Rallye Monte-Carlo: vainqueur de classe en 1964, et 1967 (2 et 3) sur BMW;
- Rallye des 1000 minutes: 1964 (sur Volvo P 544, copilote Alfred Grögler, 1re édition), 1965 (sur BMW 1800 TI, copilote Peter Lederer), et 1966 (sur BMW 1800 TI, copilote Peter Jakl);
- Rallye Gaisberg: 1957 (sur BMW 502);
- Course de l'aéroport Vienne-Aspern: 1957 (sur BMW 502).